# Liga de Campeones de la EHF 1994-95
El Bidasoa Irún ganó la Liga de Campeones de la EHF 1994-95, en su debut en la competición, tras vencer al RK Zagreb en la final.

## Equipos participantes
| HSG Linz                 | Initia H.C. Hasselt   |
| SKA Minsk                | Belasitsa Petrich     |
| Badel 1862 Zagreb        | Dukla Praga           |
| Kolding IF               | Elgorriaga Bidasoa    |
| SPE Strovolou            | HC Kehra Tallinn      |
| Caja Cantabria Santander | BK 46 Karis           |
| OM Vitrolles             | GTU Tbilisi           |
| THW Kiel                 | Filippos Verias       |
| Fotex Veszprém SE        | Hapoel Rishon LeZion  |
| Valur Reykjavik          | Granitas Kaunas       |
| Principe Trieste         | Handball Echternach   |
| "Pelister" Bitola        | HV Sittardia          |
| Sandefjord TIF           | Jskra Ceresit Kielce  |
| "OS Belenenses" Lisboa   | Steaua Bucarest       |
| CSK Moscú                | Celje Pivovarna Lasko |
| Pfadi Winterthur         | Lokomotiva Trnava     |
| HK Drott Halmstad        | Ankara Spor           |
| SKA Kiev                 |                       |

## Ronda preliminar
3 y 5 de septiembre de 1994 (ida) - 10 y 11 de septiembre de 1994 (vuelta)
| Equipo 1          | Agr.    | Equipo 2          | Ida     | Vuelta  |
| ----------------- | ------- | ----------------- | ------- | ------- |
| GTU Tbilisi       | 34 - 72 | Lokomotíva Trnava | 17 - 30 | 17 - 42 |
| Belasitsa Petrich | 46 - 38 | Kehra Tallinn     | 24 - 17 | 22 - 21 |
| Pelister Bitola   | 56 - 57 | SKA Minsk         | 29 - 24 | 27 - 33 |

## Primera ronda
8 y 9 de octubre de 1994 (ida) - 15 y 16 de octubre de 1994 (vuelta)
| Equipo 1                 | Agr.        | Equipo 2              | Ida     | Vuelta  |
| ------------------------ | ----------- | --------------------- | ------- | ------- |
| Badel 1862 Zagreb        | 52 - 45     | Drott Halmstadt       | 23 - 22 | 29 - 23 |
| Caja Cantabria Santander | 56 - 33     | Ankara Spor           | 27 - 15 | 29 - 18 |
| THW Kiel                 | 53 - 36     | Lokomotiva Trnava     | 26 - 19 | 27 - 17 |
| Fotex Veszprém SE        | 46 - 39     | Celje Pivovarna Laško | 22 - 18 | 24 - 21 |
| Kolding IF               | 53 - 49     | Valur Reykjavik       | 27 - 27 | 26 - 22 |
| Elgorriaga Bidasoa       | 61 - 43     | SKA Kiev              | 36 - 25 | 25 - 18 |
| OM Vitrolles             | 74 - 31     | Handball Echternach   | 36 - 21 | 38 - 10 |
| Os Belenenses Lisbon     | 50 - 50 (a) | Filippos Verias       | 33 - 24 | 17 - 26 |
| Hapoel Rishon LeZion     | 38 - 38 (a) | Pfadi Winterthur      | 25 - 20 | 18 - 23 |
| HV Sittardia             | 39 - 36     | Initia Hasselt        | 24 - 21 | 15 - 15 |
| Dukla Prague             | 53 - 40     | Belasitsa Petrich     | 27 - 17 | 26 - 23 |
| Steaua Bucharest         | 48 - 48 (a) | Jskra Ceresit Kielce  | 25 - 24 | 23 - 24 |
| CSKA Moscú               | 72 - 45     | SPE Strovolou         | 41 - 19 | 31 - 26 |
| Granitas Kaunas          | 50 - 50 (a) | Sandefjord TIF        | 26 - 23 | 24 - 27 |
| HSG Linz                 | 56 - 49     | BK-46 Karis           | 32 - 24 | 24 - 25 |
| SKA Minsk                | 49 - 50     | Principe Trieste      | 21 - 23 | 28 - 27 |

## Octavos de final
12 y 13 de noviembre de 1994 (ida) - 19 y 20 de noviembre de 1994 (vuelta)
| Equipo 1             | Agr.    | Equipo 2                 | Ida     | Vuelta  |
| -------------------- | ------- | ------------------------ | ------- | ------- |
| Pfadi Winterthur     | 51 - 52 | Fotex Veszprém SE        | 26 - 23 | 25 - 29 |
| Jskra Ceresit Kielce | 42 - 56 | Elgorriaga Bidasoa       | 23 - 26 | 19 - 30 |
| HV Sittardia         | 41 - 54 | Caja Cantabria Santander | 27 - 24 | 14 - 30 |
| Principe Trieste     | 34 - 36 | OM Vitrolles             | 20 - 17 | 14 - 19 |
| HSG Linz             | 41 - 48 | THW Kiel                 | 19 - 18 | 22 - 30 |
| Dukla Prague         | 49 - 46 | Filippos Verias          | 27 - 16 | 22 - 30 |
| CSKA Moscú           | 49 - 54 | Badel 1862 Zagreb        | 32 - 21 | 17 - 33 |
| Granitas Kaunas      | 49 - 54 | Kolding IF               | 27 - 22 | 22 - 32 |

## Fase de grupos

### Grupo A
| Equipo                   | Pts | PJ | PG | PE | PP | GF  | GC  | Dif |
| ------------------------ | --- | -- | -- | -- | -- | --- | --- | --- |
| Badel 1862 Zagreb        | 9   | 6  | 4  | 1  | 1  | 156 | 147 | +9  |
| Caja Cantabria Santander | 7   | 6  | 3  | 1  | 2  | 159 | 125 | +30 |
| Fotex Veszprém SE        | 6   | 6  | 2  | 2  | 2  | 131 | 147 | -16 |
| Kolding IF               | 2   | 6  | 1  | 0  | 5  | 140 | 163 | -23 |

| Fecha      | Lugar     | Local                    | Resultado | Visitante                |
| ---------- | --------- | ------------------------ | --------- | ------------------------ |
| 18-01-1995 | Veszprém  | Fotex Veszprém SE        | 24-24     | Caja Cantabria Santander |
| 18-01-1995 | Kolding   | Kolding IF               | 31-36     | Badel 1862 Zagreb        |
| 24-01-1995 | Zagreb    | Badel 1862 Zagreb        | 30-18     | Fotex Veszprém SE        |
| 05-02-1995 | Santander | Caja Cantabria Santander | 28-16     | Kolding IF               |
| 05-02-1995 | Veszprém  | Fotex Veszprém SE        | 25-20     | Kolding IF               |
| 07-02-1995 | Zagreb    | Badel 1862 Zagreb        | 20-19     | Caja Cantabria Santander |
| 15-02-1995 | Veszprém  | Fotex Veszprém SE        | 23-23     | Badel 1862 Zagreb        |
| 15-02-1995 | Kolding   | Kolding IF               | 26-25     | Caja Cantabria Santander |
| 15-03-1995 | Santander | Caja Cantabria Santander | 25-15     | Fotex Veszprém SE        |
| 16-03-1995 | Zagreb    | Badel 1862 Zagreb        | 23-22     | Kolding IF               |
| 22-03-1995 | Kolding   | Kolding IF               | 25-26     | Fotex Veszprém SE        |
| 22-03-1995 | Santander | Caja Cantabria Santander | 34-24     | Badel 1862 Zagreb        |

### Grupo B
| Equipo             | Pts | PJ | PG | PE | PP | GF  | GC  | Dif |
| ------------------ | --- | -- | -- | -- | -- | --- | --- | --- |
| Elgorriaga Bidasoa | 8   | 6  | 4  | 0  | 2  | 137 | 126 | +11 |
| THW Kiel           | 6   | 6  | 3  | 0  | 3  | 137 | 136 | +6  |
| OM Vitrolles       | 6   | 6  | 3  | 0  | 3  | 133 | 133 | 0   |
| Dukla Praga        | 4   | 6  | 2  | 0  | 4  | 139 | 151 | -12 |

| Fecha      | Lugar    | Local              | Resultado | Visitante          |
| ---------- | -------- | ------------------ | --------- | ------------------ |
| 18-01-1995 | Praga    | Dukla Praga        | 25-29     | OM Vitrolles       |
| 18-01-1995 | Irún     | Elgorriaga Bidasoa | 25-18     | THW Kiel           |
| 24-01-1995 | Kiel     | THW Kiel           | 28-24     | Dukla Praga        |
| 24-01-1995 | Marsella | OM Vitrolles       | 19-20     | Elgorriaga Bidasoa |
| 08-02-1995 | Irún     | Elgorriaga Bidasoa | 24-19     | Dukla Praga        |
| 08-02-1995 | Marsella | OM Vitrolles       | 23-19     | THW Kiel           |
| 15-02-1995 | Praga    | Dukla Praga        | 24-23     | THW Kiel           |
| 15-02-1995 | Irún     | Elgorriaga Bidasoa | 22-21     | OM Vitrolles       |
| 15-03-1995 | Kiel     | THW Kiel           | 23-21     | Elgorriaga Bidasoa |
| 16-03-1995 | Marsella | OM Vitrolles       | 22-21     | Dukla Praga        |
| 21-03-1995 | Praga    | Dukla Praga        | 26-25     | Elgorriaga Bidasoa |
| 06-04-1994 | Kiel     | THW Kiel           | 26-19     | OM Vitrolles       |

## Final
| Equipo 1           | Agr.    | Equipo 2          | Ida     | Vuelta  |
| ------------------ | ------- | ----------------- | ------- | ------- |
| Elgorriaga Bidasoa | 56 - 47 | Badel 1862 Zagreb | 30 - 20 | 26 - 27 |

### Elgorriaga Bidasoa - Badel 1862 Zagreb
| 17 de abril de 1995 | Elgorriaga Bidasoa | 30:20 (12:12) | Badel 1862 Zagreb | Polideportivo Artaleku, Irún                                                                  |                                                                                               |
|                     | Iñaki Ordóñez 7    |               | Vladimir Jelcic 4 | Asistencia: 3.000 espectadores Árbitro(s): Svein Olav Oie (Noruega) y Bjorn Hogsnes (Noruega) | Asistencia: 3.000 espectadores Árbitro(s): Svein Olav Oie (Noruega) y Bjorn Hogsnes (Noruega) |

| 22 de abril de 1995 | Badel 1862 Zagreb | 27:26 (15:12) | Elgorriaga Bidasoa | A. Zagreb, Zagreb                                                                                |                                                                                                  |
|                     | Vladimir Jelcic 5 |               | Nenad Perunicic 9  | Asistencia: 12.000 espectadores Árbitro(s): Per Elbrønd (Dinamarca) y Kjeld Løvqvist (Dinamarca) | Asistencia: 12.000 espectadores Árbitro(s): Per Elbrønd (Dinamarca) y Kjeld Løvqvist (Dinamarca) |